# سهیل النوبی
سهیل النوبی (انگلیسی: Suhail Al-Noubi؛ زادهٔ ۹ ژانویهٔ ۱۹۹۶) بازیکن فوتبال اهل امارات متحده عربی است.